# Elvira González
Elvira González Frax (Madrid, 1937), es una galerista de arte española, especializada en arte moderno y contemporáneo, pionera del gremio galerístico en España.
Medalla de Oro al Mérito en las Bellas Artes 1999

## Biografía
Hija de la bailarina de danza clásica española Elvira Lucena y del escultor Juan Cristóbal, inicia su trayectoria laboral muy temprano como bailarina; primero en la compañía de su madre Elvira Lucena, posteriormente como primera bailarina del ballet del Teatro de La Zarzuela de Madrid, para después continuar su carrera con la compañía de Pilar López.
En 1963 tras casarse con el pintor Fernando Mignoni Guerra, Elvira González se trasladó a vivir a París y abandonó el mundo del baile.
En 1966 regresó a Madrid y fundó con su marido la Galería Theo. Durante más de 25 años –entre 1967 y 1993– Elvira González fue codirectora de esta galería, una de las primeras en abrirse en Madrid dedicadas al arte contemporáneo.
La Galería Theo acogió las primeras exposiciones en España de algunos de los artistas más destacados del siglo XX como Joseph Albers, Francis Bacon, Lucio Fontana, Pablo Gargallo, Julio González, Juan Gris, Joan Miró, Pablo Picasso o Auguste Rodin además de recuperar todas la figuras de la Escuela de París. En 1971, la galería Theo sufrió un atentado terrorista, con motivo de la primera exposición de los grabados de  la “Suite Vollard” de Pablo Picasso.
En 1994 –tras separarse del pintor Fernando Mignoni–, Elvira González funda su propia galería. Desde entonces su trabajo como galerista continúa con la misma pauta marcada por la Galería Theo acogiendo exposiciones de artistas modernos y contemporáneos entre los que destacan Alexander Calder, Eduardo Chillida, Adolph Gottlieb, Donald Judd, Joan Miró, Pablo Picasso o Mark Rothko.
A partir de 1998 se incorporan paulatinamente a la galería sus hijos Elvira, Isabel y Fernando Mignoni y así se va ampliando la representación de nuevos artistas como Miquel Barceló, Olafur Eliasson, Chema Madoz, Robert Mapplethorpe o Lee Ufan. En la actualidad, la galería está dirigida por sus hijas Elvira e Isabel Mignoni.
La galería ha participado de manera habitual en ferias en todo el mundo como Art Basel en la ciudad de Basilea, Art Basel Miami, FIAC en París, Frieze Masters en Londres, SP Arte en Sao Paulo, y ARCO en Madrid desde su fundación.

## Premios
En 1999 le fue otorgada la Medalla de Oro al Mérito en las Bellas Artes. 
En 2011 Elvira González fue reconocida con la Medalla al Mérito en el Trabajo
En 2013 recibió el Premio de la Fundación Arte y Mecenazgo en la categoría de galerista.
En el año 2020 obtuvo la Medalla Internacional de las Artes de la Comunidad de Madrid 2020.
En 2025 recibió el Premio Alberto Anaut.